# Burnaja
Burnaja (russisk: Бурная, tr. Burnaja; finsk: Taipaleenjoki) er en flod i Priozerskij rajon i Leningrad oblast, Rusland. Den ligger på det Karelske næs. Den opstod i 1818 og flyder fra Sukhodolskojesøen til Ladogasøen. Burnaja er en del af Vuoksiflodens afvandingsområde. Indtil Vinterkrigen og Fortsættelseskrigen lå den i Finland, hvor den havde navnet Taipaleenjoki.
Oprindelig flød vandet fra Suvantosøen ud i Vuoksi gennem et vandløb ved Kiviniemi. Da der i 1818 blev bygget en kanal, som skulle dræne forårets oversvømmelser væk fra Suvanto til Viisijoki og Ladoga pludselig blev til Taipaleenjoki, som begyndte at dræne Suvanto og fik dens niveau til at falde med 7 m. Kiviniemi tørrede ud. I 1857 blev der gravet en kanal der, men strømmen skiftede retning, dannede strømfald og gjorde sejlads på Kiviniemi umulig. Siden 1857 har Sukhodolskojesøen og Burnajafloden udgjort den sydlige arm af Vuoksifloden, hvilket har reduceret vandstanden i den oprindelige nordlige arm, der flyder gennem Priozersk med 4 m.
Under den den finske vinterkrig fulgte den østlige del af Mannerheimlinjen Burnajafloden.